# Un certain jeune homme
Pour plus de détails, voir Fiche technique et Distribution.
Un certain jeune homme (titre original : A Certain Young Man) est un film muet américain réalisé par Hobart Henley, produit par la Metro-Goldwyn-Mayer, sorti en 1928.
Le film est aujourd'hui considéré comme perdu, bien qu'une bande annonce du film est conservée à la Bibliothèque du Congrès,.

## Synopsis
Un Lord anglais ne recherche que la compagnie de femmes mariées.

## Fiche technique
- Réalisation : Hobart Henley, Edmund Goulding (ce dernier non crédité)
- Scénario : Donna Barrell, d'après une histoire de Doris Bureel et Roy Horniman
- Production : Metro-Goldwyn-Mayer
- Photographie : Merritt B. Gerstad
- Direction artistique : Cedric Gibbons
- Pays de production :  États-Unis
- Costumes : Gilbert Clark
- Montage : Basil Wrangell
- Durée 68 minutes
- Date de sortie: 
  - États-Unis : 19 mai 1928

## Distribution

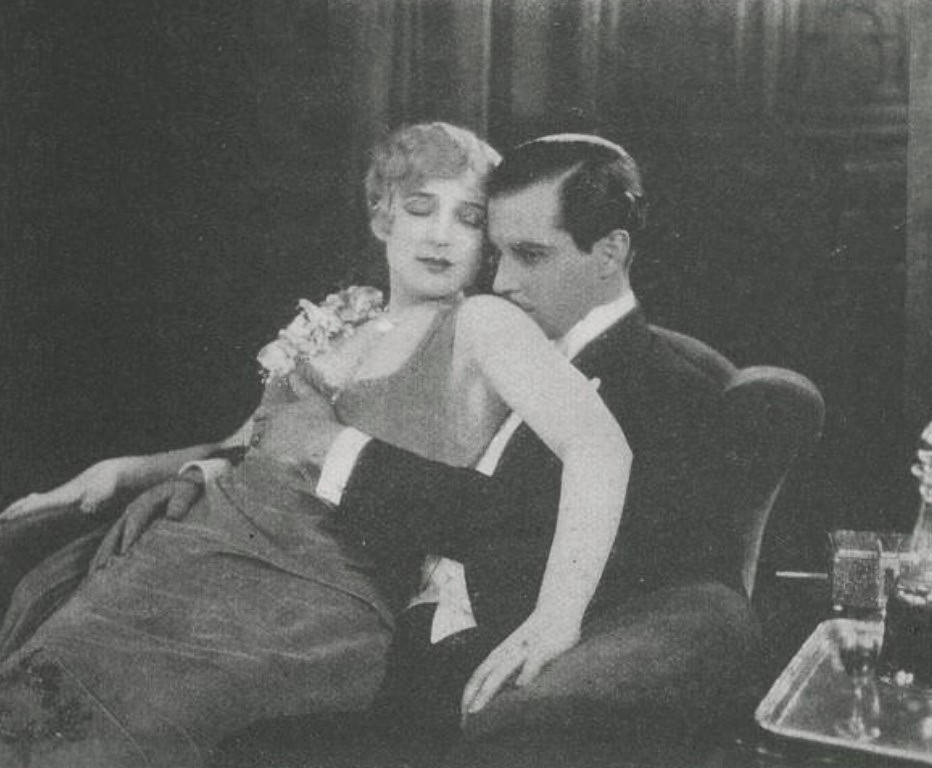
Une scène du film avec Carmel Myers et Ramon Novarro pour le magazine American Beauties.

- Ramon Novarro : Lord Gerald Brinsley
- Marceline Day : Phyllis
- Renée Adorée : Henriette
- Carmel Myers : Mrs. Crutchley
- Bert Roach : Mr. Crutchley
- Huntley Gordon : Mr. Hammond
- Ernest Wood : Hubert
- Sgt. Jiggs : rôle indéterminé
- Patricia Avery : jeune femme (non créditée)
- Willard Louis (non crédité)
- Edgar Norton : Valet (non crédité)

## Production
Le film fut tourné en 1926, mais n'est sorti que deux ans plus tard. Sally O'Neil était initialement choisie pour jouer Phyllis mais fut remplacée par Marceline Day.
La jeune Joan Crawford avait été envisagée pour le même rôle, puis fut jugée inadaptée. L'acteur Willard Louis est décédé quelques mois après la fin du tournage, et son nom fut retiré du générique.

## Sortie et réception
Le film reçut des critiques mitigées et fut un échec financier au box-office. La sortie du film a suivi celle de A Gentleman of Paris avec Adolphe Menjou, basé sur le même sujet et considéré comme une meilleure adaptation. La performance de Novarro a été comparée défavorablement à celle de Menjou par plusieurs critiques, dont celle de Mordaunt Hall du New York Times, qui a trouvé le film globalement « à peine amusant et très superficiel », bien qu'il ait trouvé Myers « charmante » et la performance des seconds rôles Huntley Gordon et Bert Roach « favorable »".
Personnellement, Novarro détestait le film et sa propre performance : dans une interview parue dans le numéro d'avril 1931 de Modern Screen, il déclarait : « Que ce soit en tant qu'acteur, en tant que réalisateur, en tout, je veux être irréprochable. Même si on me prouve plus tard que j'ai tort, au moins ce sera si irréprochable que je le saurai moi-même. Je suis responsable de la pire performance jamais donnée à l'écran. C'était dans Un certain jeune homme , et c'était épouvantable. J'en ai terriblement honte, et pourtant j'aurais préféré être mauvais plutôt que simplement correct ».